# Nekrolog 3. Quartal 1922
Nekrolog
◄◄
| ◄
| 1918
| 1919
| 1920
| 1921
| 1922 | 1923 | 1924 | 1925 | 1926 | ► | ►►
1. Quartal |
2. Quartal |
3. Quartal |
4. Quartal 1922
Weitere Ereignisse | Allgemeiner Nekrolog 1922
Die Beschreibung der verstorbenen Person sollte so kurz wie möglich gehalten sein und nur deren signifikante Tätigkeit(en) enthalten.
Neue Namen ggf. auch unter dem Geburts- und Sterbedatum, also etwa unter 1. Januar und im Geburts- und Sterbejahr (2024) eintragen (nur bei entsprechender großer Wichtigkeit). Für Beispiele siehe die schon vorhandenen Artikel.
Außerdem über die fünf zuletzt Verstorbenen, zu denen es einen ausreichend guten Artikel für eine Präsentation auf der Hauptseite gibt, nach der todesbedingten Überarbeitung der Artikel ggf. auch unter Wikipedia Diskussion:Hauptseite informieren und sie am besten auch in den anderen Wikipedia-Sprachversionen eintragen. Tipp: Regelmäßig bei news.google.de nach „ist tot“, „gestorben“ oder „verstorben“ suchen.
Wenn eine Person gestorben ist, gibt es viele Seiten zu dieser Person in der Wikipedia, die davon auch betroffen sind und entsprechend aktualisiert werden müssen. Beispiele: Namenübersichtsseite, Geburtsjahr, Geburtsort-Seiten und viele mehr.
Wie finde ich die betroffenen Seiten?
Im Suchfeld auf der linken Seite gibt man den Suchbegriff so ein: „Vorname Nachname“. Dann klickt man auf Volltext und alle Seiten mit entsprechendem Suchtext werden aufgerufen. Hier sieht man dann schnell, wo auch das Todesjahr Sinn macht oder sogar ein Teil des Artikels angepasst werden muss. Auch hilft das „Werkzeug“ auf der linken Seite sehr gut, um solche Seiten aufzufinden: „Links auf diese Seite“. Somit ist die Wikipedia wieder aktuell in allen Bereichen! Hinweis: bei Eintragung der Kategorie „Gestorben JAHR“ wird der Missbrauchsfilter 49 ausgelöst, was jedoch nicht schlimm ist. Siehe: Spezial:Missbrauchsfilter/49
Dies ist eine Liste von im dritten Quartal 1922 verstorbenen bekannten Persönlichkeiten. Die Einträge erfolgen innerhalb der einzelnen Daten alphabetisch sortiert. Tiere sind im Nekrolog für Tiere zu finden.

## Juli
| Tag      | Name                                   | Beruf, bekannt als                                                               | Alter | Beleg |
| -------- | -------------------------------------- | -------------------------------------------------------------------------------- | ----- | ----- |
| 1. Juli  | Emanuel La Roche                       | Schweizer Architekt                                                              | 59    |       |
| 3. Juli  | Heinrich Delbrück                      | deutscher Jurist und Präsident des Reichsgerichtes                               | 66    |       |
| 3. Juli  | Eugen von Lotzbeck                     | deutscher Großgrundbesitzer und bayrischer Parlamentarier                        | 77    |       |
| 3. Juli  | Ludwig Schames                         | deutscher Verleger und Galerist                                                  | 69    |       |
| 3. Juli  | Albert Stimming                        | deutscher Romanist                                                               | 75    |       |
| 3. Juli  | Eduard Suling                          | deutscher Wasserbauingenieur, staatlicher Baubeamter in Bremen                   | 66    |       |
| 4. Juli  | Eduard Bacmeister                      | württembergischer Verwaltungsbeamter                                             | 96    |       |
| 4. Juli  | Ernst Däumig                           | deutscher Politiker (SPD, USPD, VKPD), MdR und Journalist                        | 55    |       |
| 4. Juli  | Heinrich Pallmann                      | deutscher Kunsthistoriker                                                        | 72    |       |
| 4. Juli  | Lothar von Richthofen                  | deutscher Jagdflieger im Ersten Weltkrieg                                        | 27    |       |
| 4. Juli  | Johannes Seitz                         | deutscher Evangelist                                                             | 83    |       |
| 5. Juli  | Otto Bäppler                           | deutscher Architekt                                                              | 53    |       |
| 5. Juli  | Albert Beckmann                        | deutscher Unternehmer und Politiker, MdR                                         | 89    |       |
| 5. Juli  | Carl Großmann                          | deutscher Serienmörder                                                           | 58    |       |
| 6. Juli  | Moses P. Kinkaid                       | US-amerikanischer Politiker                                                      | 66    |       |
| 6. Juli  | Maria Teresia Ledóchowska              | katholische Ordensgründerin                                                      | 59    |       |
| 6. Juli  | John Edwin Sandys                      | britischer klassischer Philologe                                                 | 78    |       |
| 6. Juli  | Clemens Freiherr von Schorlemer-Lieser | deutscher Politiker und Oberpräsident der preußischen Rheinprovinz               | 65    |       |
| 7. Juli  | Jacques Bertillon                      | französischer Statistiker und Demograph                                          | 70    |       |
| 7. Juli  | Cathal Brugha                          | irischer Revolutionär und Politiker                                              | 47    |       |
| 7. Juli  | Hans Kuzel                             | österreichischer Chemiker                                                        | 63    |       |
| 8. Juli  | Benjamin A. Enloe                      | US-amerikanischer Politiker                                                      | 74    |       |
| 8. Juli  | Ferdinand Keller                       | deutscher Maler und Hochschullehrer                                              | 79    |       |
| 8. Juli  | Karl Vollmöller                        | deutscher Philologe                                                              | 73    |       |
| 9. Juli  | Silvius von Goldfus                    | deutscher Rittergutsbesitzer, Landrat und Politiker, MdR                         | 81    |       |
| 9. Juli  | Wilhelm Merz                           | deutscher Ingenieur, Zement-Pionier und Sozialreformer                           | 73    |       |
| 9. Juli  | Mori Ōgai                              | japanischer Arzt und Literat                                                     | 60    |       |
| 9. Juli  | Manuel Nunes                           | portugiesischer Arbeiter, Möbelschreiner, Fabrikant und Erfinder                 | 79    |       |
| 9. Juli  | Maximilian von Roehl                   | preußischer General der Artillerie                                               | 68    |       |
| 10. Juli | Friedrich von Balz                     | deutscher Jurist und württembergischer Landtagsabgeordneter                      | 74    |       |
| 10. Juli | George Walter Prothero                 | britischer Historiker                                                            | 73    |       |
| 12. Juli | Otto Heidmüller                        | deutscher Verleger und niederdeutscher Dichter                                   | 77    |       |
| 12. Juli | John Moresby                           | britischer Marine-Offizier                                                       | 92    |       |
| 12. Juli | George Washington Steele               | US-amerikanischer Politiker (Republikanische Partei) und Gouverneur von Oklahoma | 82    |       |
| 13. Juli | Rosa Bloch-Bollag                      | Frauenrechtlerin der Schweizer Arbeiterbewegung                                  | 42    |       |
| 13. Juli | Martin Dies senior                     | US-amerikanischer Politiker                                                      | 52    |       |
| 13. Juli | Otto Arthur von Grünewaldt             | russischer General der Kavallerie und Hofstallmeister                            | 75    |       |
| 14. Juli | Alf Davies                             | britischer Schwimmer und Wasserballspieler                                       |       |       |
| 14. Juli | Kamo                                   | russischer Revolutionär und Politiker                                            | 40    |       |
| 14. Juli | Hermann Nehbel                         | deutscher Rittergutsbesitzer und Politiker, MdR                                  | 54    |       |
| 14. Juli | Carl Leopold Netter                    | deutscher Unternehmer und Mäzen                                                  | 58    |       |
| 14. Juli | Richard Piehl                          | deutscher Kaufmann und Politiker                                                 | 55    |       |
| 14. Juli | Max Schröder                           | deutscher Architekt                                                              | 60    |       |
| 14. Juli | Julius Walter                          | deutscher Philosoph                                                              | 81    |       |
| 15. Juli | Georg Ernst Adolph                     | deutscher Entomologe                                                             | 78    |       |
| 15. Juli | Biagio Nazzaro                         | italienischer Motorrad- und Automobilrennfahrer                                  | 32    |       |
| 16. Juli | Emil von Borries                       | deutscher Lokalhistoriker und Lehrer                                             | 63    |       |
| 17. Juli | Hermann Fischer                        | deutscher Maschinenbauingenieur und Mörder Walther Rathenaus                     | 26    |       |
| 17. Juli | George Paul Harrison                   | US-amerikanischer Rechtsanwalt und Politiker                                     | 81    |       |
| 17. Juli | Erwin Kern                             | Marineoffizier und Mörder von Walther Rathenau                                   | 23    |       |
| 17. Juli | James Lowe                             | schottischer Fußballspieler                                                      | 58    |       |
| 17. Juli | Heinrich Rubens                        | deutscher Physiker                                                               | 57    |       |
| 17. Juli | Albert Schwander                       | Schweizer Politiker                                                              | 60    |       |
| 18. Juli | Alfred Amédée Dodds                    | französischer Offizier                                                           | 80    |       |
| 18. Juli | Paul Mehnert                           | deutscher Politiker, MdR                                                         | 70    |       |
| 18. Juli | Karl Mommsen                           | deutscher Bankdirektor und Politiker (FVg), MdR                                  | 61    |       |
| 18. Juli | Jacob Moser                            | Textilkaufmann, Zionist, Philanthrop                                             | 82    |       |
| 19. Juli | George Taylor Jester                   | US-amerikanischer Politiker                                                      | 74    |       |
| 19. Juli | Cornelie Richter                       | deutsche Salonière                                                               | 80    |       |
| 20. Juli | Karl Ludwig d’Elsa                     | sächsischer Generaloberst                                                        | 72    |       |
| 20. Juli | Otto Fielitz                           | deutscher Architekt und kommunaler Baubeamter                                    | 77    |       |
| 20. Juli | Max Gaisser                            | deutscher Genremaler                                                             | 65    |       |
| 20. Juli | Anton Kaindl                           | deutscher Bildhauer                                                              | 73    |       |
| 20. Juli | Ludwig Lindenschmit der Jüngere        | deutscher Prähistoriker                                                          | 72    |       |
| 20. Juli | Andrei Andrejewitsch Markow            | russischer Mathematiker                                                          | 66    |       |
| 21. Juli | Ulrich Farner                          | Schweizer Journalist und Mundartschriftsteller                                   | 66    |       |
| 21. Juli | Cemal Pascha                           | türkischer General und Politiker                                                 | 50    |       |
| 21. Juli | Heinrich Rieke                         | deutscher Politiker (ADAV, SDAP, SPD), MdR und Gewerkschafter                    | 79    |       |
| 22. Juli | Gustav Compter                         | deutscher Pädagoge, Geologe, Paläontologe und Paläobotaniker                     | 91    |       |
| 22. Juli | Carl Caspar von Droste zu Hülshoff     | deutscher Offizier, Unternehmer und Gutsbesitzer                                 | 79    |       |
| 22. Juli | Leopold von Goëss                      | österreichischer Verwaltungsjurist und Beamter                                   | 73    |       |
| 22. Juli | Emil Pinkau                            | deutscher Lithograph und Unternehmer                                             | 72    |       |
| 22. Juli | Emanuel Senft                          | österreichischer Pharmazeut                                                      | 52    |       |
| 22. Juli | Takamine Jōkichi                       | japanischer Chemiker                                                             | 67    |       |
| 23. Juli | Caldwell Edwards                       | US-amerikanischer Politiker                                                      | 81    |       |
| 23. Juli | Jean Sigg                              | Schweizer Lehrer, Gewerkschafter und Politiker                                   | 56    |       |
| 24. Juli | St George Ashe                         | britischer Ruderer                                                               | 51    |       |
| 24. Juli | Clara Meyer                            | deutsche Theaterschauspielerin                                                   | 73    |       |
| 24. Juli | Emil Rellstab                          | Schweizer Landwirt und Politiker                                                 | 68    |       |
| 24. Juli | Helmuth von Schele                     | deutscher Verwaltungsbeamter                                                     | 63    |       |
| 24. Juli | Job Evans Stevenson                    | US-amerikanischer Politiker (Republikanische Partei)                             | 90    |       |
| 24. Juli | Elise Wiedermann                       | österreichisch-australische Sängerin und Kunstförderin                           | 70    |       |
| 24. Juli | Max Wöhler                             | deutscher Architekt, Stadtverordneter in Düsseldorf                              | 61    |       |
| 25. Juli | Theodor Liesching                      | deutscher Jurist und Politiker (VP, FVP, DDP), MdR                               | 56    |       |
| 25. Juli | Paul Maistre                           | französischer General                                                            | 64    |       |
| 25. Juli | Heinrich Wilhelm Roß                   | deutscher Glasmaler und Dekorationsmaler                                         | 46    |       |
| 25. Juli | Gustav Schenk zu Schweinsberg          | Direktor des Staatsarchivs Darmstadt                                             | 79    |       |
| 25. Juli | Jaroslaw de Zielinski                  | US-amerikanischer Pianist, Organist, Chorleiter, Musikpädagoge und Komponist     | 75    |       |
| 26. Juli | Ludwig von Ammon                       | deutscher Geologe und Paläontologe                                               | 71    |       |
| 26. Juli | Franz Hofmeister                       | böhmischer Biochemiker                                                           | 71    |       |
| 26. Juli | Ferdinand Manns                        | deutscher Komponist                                                              | 77    |       |
| 26. Juli | Napoléon Schroeder                     | belgischer Unternehmer                                                           |       |       |
| 27. Juli | Manuel Antônio de Oliveira Lopes       | brasilianischer Geistlicher, römisch-katholischer Erzbischof von Maceió          | 60    |       |
| 27. Juli | Hermann Robinow                        | deutscher Kaufmann und Politiker, MdHB                                           | 85    |       |
| 27. Juli | Max Schreyer                           | sächsischer Förster und der Dichter des Liedes „Dar Vugelbeerbaam“               | 76    |       |
| 28. Juli | Jules Guesde                           | französischer Politiker                                                          | 76    |       |
| 28. Juli | Robert J. Tracewell                    | US-amerikanischer Politiker                                                      | 70    |       |
| 29. Juli | Hermann Ochsenreiter                   | deutscher Apotheker                                                              | 75    |       |
| 29. Juli | Friedrich Wichtl                       | österreichischer deutschnationaler Politiker und Schriftsteller                  | 50    |       |
| 30. Juli | Karl Dove                              | deutscher Geograph, Meteorologe und Afrikaforscher                               | 58    |       |
| 30. Juli | Mina Kruseman                          | niederländische Feministin, Schauspielerin und Schriftstellerin                  | 82    |       |
| 30. Juli | Luther F. McKinney                     | US-amerikanischer Politiker                                                      | 81    |       |
| 30. Juli | Oliver L. Spaulding                    | US-amerikanischer Politiker                                                      | 88    |       |

## August
| Tag        | Name                                       | Beruf, bekannt als                                                                                            | Alter | Beleg |
| ---------- | ------------------------------------------ | --- | ----- | ----- |
| 1. August  | Donát Bánki                                | ungarischer Maschinenbauer und Hochschullehrer                                                                | 63    |       |
| 1. August  | Julius von Blaas                           | österreichischer Maler                                                                                        | 76    |       |
| 1. August  | Adolf Dannat                               | deutscher Politiker (KPD), Mitglied der Bremischen Bürgerschaft                                               | 37    |       |
| 1. August  | Jan Nikodem Jaroń                          | schlesischer Dichter und Dramatiker                                                                           | 41    |       |
| 1. August  | Václav Juda Novotný                        | tschechischer Komponist, Musikschriftsteller und Musikkritiker                                                | 72    |       |
| 1. August  | Heinrich Reimer                            | deutscher Historiker und Archivar                                                                             | 74    |       |
| 1. August  | Francis S. White                           | US-amerikanischer Politiker                                                                                   | 75    |       |
| 2. August  | Nikolai Apollonowitsch Belelubsky          | russischer Bauingenieur, Professor für Brückenbau, Ministerialbeamter, Planer zahlreicher Eisenbahnbrücken    | 77    |       |
| 2. August  | Alexander Graham Bell                      | britischer und später US-amerikanischer Sprechtherapeut, Erfinder und Großunternehmer                         | 75    |       |
| 2. August  | William E. Crow                            | US-amerikanischer Politiker                                                                                   | 52    |       |
| 2. August  | Oskar Hackman                              | finnlandschwedischer Folklorist                                                                               | 54    |       |
| 2. August  | Karl Berthold Hofmann                      | österreichischer Chemiker und Mediziner                                                                       | 79    |       |
| 2. August  | Lemuel P. Padgett                          | US-amerikanischer Politiker                                                                                   | 66    |       |
| 3. August  | Diedrich Gottschalk Baedeker               | deutscher Verleger, Buchhändler und Redakteur                                                                 | 72    |       |
| 3. August  | Minna Cauer                                | deutsche Pädagogin und Frauenrechtlerin                                                                       | 80    |       |
| 3. August  | Matyáš Lerch                               | tschechischer Mathematiker                                                                                    | 62    |       |
| 4. August  | Robert Bateman                             | britischer Maler, Bildhauer, Illustrator und Gelehrter                                                        |       |       |
| 4. August  | Enver Pascha                               | osmanischer Politiker, General und Kriegsminister des Osmanischen Reichs, jungtürkischer Nationalist          | 40    |       |
| 4. August  | David Frischmann                           | Schriftsteller                                                                                                |       |       |
| 4. August  | Nikolai Iwanowitsch Nebogatow              | russischer Admiral                                                                                            | 73    |       |
| 5. August  | Charles Dickson, Lord Dickson              | britischer Politiker und Jurist                                                                               | 71    |       |
| 6. August  | Emilio Noelting                            | französischer Chemiker                                                                                        | 71    |       |
| 6. August  | Katharina Scheven                          | Stadtverordnete in Dresden                                                                                    | 60    |       |
| 7. August  | Fritz Bottler                              | deutscher Jurist, Oberbürgermeister der Stadt Bonn (1920–1922)                                                | 51    |       |
| 7. August  | Alexandre Delcommune                       | belgischer Afrikaforscher und Kolonialadministrator                                                           | 66    |       |
| 7. August  | Ludwig Engler                              | deutscher Maler und Bildhauer                                                                                 | 46    |       |
| 7. August  | Richard Foerster                           | deutscher Klassischer Philologe, Archäologe und Kunsthistoriker; Hochschullehrer in Rostock, Kiel und Breslau | 79    |       |
| 8. August  | Alwin Gerisch                              | deutscher Politiker (SPD), MdR3                                                                               | 65    |       |
| 8. August  | Guido Philipp Schmitt                      | deutscher Maler                                                                                               | 88    |       |
| 9. August  | Julius Glax                                | österreichischer Arzt                                                                                         | 76    |       |
| 9. August  | Emma Graselli                              | österreichische Tänzerin                                                                                      | 66    |       |
| 10. August | Gisbert Kapp                               | österreichisch-britischer Elektrotechniker                                                                    | 69    |       |
| 10. August | Konrad Nies                                | US-amerikanischer, deutschsprachiger Lyriker                                                                  | 59    |       |
| 11. August | Dudley Hardy                               | britischer Maler und Illustrator                                                                              | 55    |       |
| 11. August | Umberto Valenti                            | italo-US-amerikanischer Mobster                                                                               |       |       |
| 12. August | Arthur Griffith                            | irischer Politiker                                                                                            | 50    |       |
| 12. August | Ludwig Münch                               | deutscher Schuldirektor, Politiker (NLP), Abgeordneter der 2. Kammer der Landstände des Großherzogtums Hessen | 70    |       |
| 12. August | Alfred von Pischof                         | österreichischer Flugpionier                                                                                  | 40    |       |
| 12. August | Adolph Pitthan                             | Landtagsabgeordneter Großherzogtum Hessen                                                                     | 75    |       |
| 13. August | Rudolf Mönnich                             | deutscher Architekt und preußischer Baubeamter                                                                | 68    |       |
| 13. August | Tom Turpin                                 | US-amerikanischer Ragtime-Pianist und Komponist                                                               | 49    |       |
| 14. August | Sophie Bryant                              | irische Mathematikerin, Pädagogin und Aktivistin                                                              | 72    |       |
| 14. August | Alfred Harmsworth, 1. Viscount Northcliffe | britischer Journalist und Verleger                                                                            | 57    |       |
| 15. August | Pierre Boutroux                            | französischer Mathematiker und Wissenschaftshistoriker                                                        | 41    |       |
| 15. August | William Archibald Dunning                  | US-amerikanischer Historiker                                                                                  | 65    |       |
| 15. August | Vito Donato Epifani                        | italienischer Schriftsteller und Jurist                                                                       | 74    |       |
| 15. August | Georg Heinrich Hacker                      | deutscher Theaterschauspieler                                                                                 | 66    |       |
| 16. August | João dos Santos Albasini                   | mosambikanischer Journalist, Nationalist und Aktivist für die Rechte Schwarzer                                | 45    |       |
| 18. August | William Henry Hudson                       | argentinisch-britischer Schriftsteller, Naturalist und Ornithologe                                            | 81    |       |
| 18. August | Margarete Langkammer                       | deutsche Schauspielerin und Schriftstellerin                                                                  | 56    |       |
| 18. August | Ernest Lavisse                             | französischer Historiker                                                                                      | 79    |       |
| 18. August | Otto Stoll                                 | Schweizer Mediziner, Sprachforscher, Ethnologe und Geograph                                                   | 72    |       |
| 19. August | Gustav Jacob Adt                           | Landtagsabgeordneter                                                                                          | 62    |       |
| 19. August | Adolf Dillinger                            | deutscher Druckereibesitzer, Verleger und Politiker (DtVP), MdR                                               | 75    |       |
| 19. August | John Marshall                              | US-amerikanischer Politiker                                                                                   | 66    |       |
| 19. August | Felip Pedrell                              | spanischer Komponist                                                                                          | 81    |       |
| 20. August | Hans Krug von Nidda                        | sächsischer General der Kavallerie im Ersten Weltkrieg                                                        | 65    |       |
| 20. August | Paul Thiem                                 | deutscher Maler, Grafiker und Kunsthistoriker                                                                 | 63    |       |
| 21. August | Georg Grupp                                | deutscher Theologe, Historiker, Bibliothekar                                                                  | 61    |       |
| 21. August | Jørgen Løvland                             | norwegischer liberaler Politiker (Venstre), Mitglied des Storting                                             | 74    |       |
| 21. August | Hosea Washington Parker                    | US-amerikanischer Politiker                                                                                   | 89    |       |
| 21. August | Arnold von Schele                          | deutscher Rittergutsbesitzer, Offizier und Politiker (DHP), MdR                                               | 73    |       |
| 22. August | Henriette Arendt                           | erste deutsche Polizeiassistentin                                                                             | 47    |       |
| 22. August | Thomas Brock                               | britischer Bildhauer und Medailleur                                                                           | 75    |       |
| 22. August | Hedwig Caspari                             | deutsche Schriftstellerin                                                                                     | 40    |       |
| 22. August | Michael Collins                            | irischer Freiheitskämpfer                                                                                     | 31    |       |
| 22. August | Karl von der Heydt                         | deutscher Bankier                                                                                             | 64    |       |
| 22. August | Karl von Küchler                           | kurhessischer Hofmarschall                                                                                    | 91    |       |
| 22. August | Willy Kükenthal                            | deutscher Zoologe                                                                                             | 61    |       |
| 22. August | Alexander Sergejewitsch Posnikow           | russischer Wirtschaftswissenschaftler und Hochschullehrer                                                     | 75    |       |
| 23. August | Albert J. Hopkins                          | US-amerikanischer Politiker                                                                                   | 76    |       |
| 25. August | Hedwig von Alten                           | deutsche Schriftstellerin und Frauenrechtlerin                                                                | 75    |       |
| 25. August | Johann Kilian Bächtiger                    | Schweizer Priester, dem Heilungen nachgesagt wurden                                                           | 72    |       |
| 26. August | Otto Bömers                                | deutscher Jurist und Ministerpräsident von Schaumburg-Lippe                                                   | 65    |       |
| 26. August | Arthur Meyer                               | deutscher Botaniker, Zellbiologe und Pharmakognost                                                            | 72    |       |
| 26. August | Karl Pinkau                                | deutscher Lithograf, Fotograf und Politiker (SAPD), MdR                                                       | 63    |       |
| 26. August | Christian Adolf Wallichs                   | deutscher Pädagoge und Politiker (NLP), MdR                                                                   | 91    |       |
| 27. August | Wilhelm Beth                               | deutscher Kaufmann, Unternehmer und Mäzen                                                                     |       |       |
| 27. August | Carl Fuchs                                 | deutscher Pianist, Organist und Musikwissenschaftler                                                          | 83    |       |
| 27. August | Friedrich Missler                          | Bremer Kaufmann                                                                                               | 64    |       |
| 27. August | Rudolf Müller                              | deutscher Lehrer und Biograph des Rotkreuz-Gründers Henry Dunant                                              | 66    |       |
| 27. August | David Sharp                                | britischer Entomologe, spezialisiert auf aquatische Käfer                                                     | 81    |       |
| 27. August | Arthur Trebst                              | deutscher Bildhauer                                                                                           | 61    |       |
| 28. August | Johann Heinrich Wilhelm Dietz              | deutscher Verleger und Politiker, MdR                                                                         | 78    |       |
| 28. August | Gaston d’Orléans, comte d’Eu               | Prinz aus dem Hause Orléans und brasilianischer Marschall                                                     | 80    |       |
| 28. August | Friedrich Schrader                         | deutscher Schriftsteller und Orientalist                                                                      | 56    |       |
| 29. August | Vic Gonsalves                              | niederländischer Fußballspieler                                                                               | 34    |       |
| 29. August | Georges Sorel                              | französischer Ingenieur und Sozialphilosoph                                                                   | 74    |       |
| 29. August | Ernst Ferdinand Ströter                    | deutscher Theologe, Autor theologischer Schriften und Missionar                                               | 76    |       |
| 30. August | Peter Joseph Lausberg                      | Weihbischof in Köln                                                                                           | 69    |       |
| 30. August | William Edward de Winton                   | britischer Zoologe und Tiersammler                                                                            |       |       |
| 31. August | Paul Hetzell                               | deutscher Reichsgerichtsrat                                                                                   | 71    |       |
| 31. August | George H. Hoffman                          | US-amerikanischer Politiker                                                                                   | 84    |       |
|            | John Hoover Rothermel                      | US-amerikanischer Politiker                                                                                   | 66    |       |

## September
| Tag           | Name                              | Beruf, bekannt als | Alter | Beleg |
| ------------- | --------------------------------- | --- | ----- | ----- |
| 1. September  | Helene zu Waldeck und Pyrmont     | deutsche Prinzessin und durch Heirat ein Mitglied der britischen Königsfamilie                                         | 61    |       |
| 1. September  | Fritz Lange                       | deutscher Maler | 71    |       |
| 1. September  | Paul Lehmann                      | deutscher Gutspächter und Politiker (NLP), MdR                                                                         | 56    |       |
| 1. September  | Edmund Blair Leighton             | englischer Maler | 68    |       |
| 1. September  | Samu Pecz                         | ungarischer Architekt des Historismus                                                                                  | 68    |       |
| 2. September  | Henry Lawson                      | australischer Autor und Poet                                                                                           | 55    |       |
| 2. September  | Gustave Léon Pastor               | deutsch-belgischer Hütteningenieur und Industrieller                                                                   | 89    |       |
| 2. September  | Seward H. Williams                | US-amerikanischer Politiker                                                                                            | 51    |       |
| 3. September  | René Tartara                      | französischer Schwimmer und Wasserballspieler                                                                          | 40    |       |
| 4. September  | Theodore A. Bell                  | US-amerikanischer Politiker                                                                                            | 50    |       |
| 4. September  | Ernst Dryander                    | deutscher Theologe und Politiker, MdH                                                                                  | 79    |       |
| 4. September  | George Cochrane Hazelton          | US-amerikanischer Politiker                                                                                            | 90    |       |
| 4. September  | Frederik Jacobsen                 | dänischer Theater- und Stummfilmschauspieler sowie Drehbuchautor                                                       | 45    |       |
| 4. September  | Ludwig Richard Seel               | deutscher Architekt | 67    |       |
| 4. September  | George Robert Sims                | britischer Schriftsteller, Journalist und Sozialreformer                                                               | 75    |       |
| 5. September  | Georgette Agutte                  | französische Malerin in der Belle Époque                                                                               | 55    |       |
| 5. September  | Marcel Sembat                     | sozialistischer Politiker und Minister in der Dritten Französischen Republik                                           | 59    |       |
| 6. September  | Fritz Neuhaus                     | deutscher Genre- und Historienmaler der Düsseldorfer Schule                                                            | 70    |       |
| 6. September  | Louis Viereck                     | deutscher Politiker (SPD), Journalist, MdR und später Naturheilkundler                                                 | 71    |       |
| 7. September  | Thomas Cobden-Sanderson           | englischer Buchbinder, Drucker und Künstler                                                                            | 81    |       |
| 7. September  | Léonce Girardot                   | französischer Automobilrennfahrer                                                                                      | 58    |       |
| 7. September  | William Stewart Halsted           | US-amerikanischer Chirurg                                                                                              | 69    |       |
| 7. September  | Hans G. Jensen                    | norwegischer Politiker und Gewerkschafter                                                                              | 66    |       |
| 7. September  | Madho Singh II.                   | indischer Herrscher | 61    |       |
| 7. September  | Emmet O’Neal                      | US-amerikanischer Politiker                                                                                            | 68    |       |
| 7. September  | Ioannis N. Svoronos               | griechischer Numismatiker                                                                                              | 59    |       |
| 8. September  | Léon Bonnat                       | französischer Maler | 89    |       |
| 8. September  | Gregor Kuhn                       | deutscher Automobilrennfahrer                                                                                          |       |       |
| 8. September  | Henri Meunier                     | belgischer Maler, Radierer, Plakatkünstler und Briefmarkenkünstler                                                     | 49    |       |
| 8. September  | Albert Schwerdtfeger              | deutscher Landwirt und Politiker (NLP), MdR                                                                            | 79    |       |
| 9. September  | Leopold Biermann                  | deutscher Kunstmaler und Mäzen                                                                                         | 47    |       |
| 9. September  | Chrysostomos Kalafatis            | griechischer Geistlicher, Erzbischof von Smyrna                                                                        |       |       |
| 9. September  | Johannes Messchaert               | niederländischer Sänger und Gesangspädagoge                                                                            | 65    |       |
| 9. September  | Julius Neuberger                  | deutscher Arzt und Politiker                                                                                           | 50    |       |
| 9. September  | Warmolt Tonckens                  | niederländischer Beamter und Gouverneur von Suriname                                                                   | 73    |       |
| 10. September | Wilfrid Scawen Blunt              | britischer Poet und Schriftsteller                                                                                     | 82    |       |
| 10. September | Walther Koenig                    | deutscher Jurist, Politiker und Landrat des Landkreises Zell                                                           | 62    |       |
| 10. September | Wilhelm von Linde                 | preußischer General der Infanterie                                                                                     | 74    |       |
| 10. September | Árpád Szendy                      | ungarischer Komponist                                                                                                  | 59    |       |
| 11. September | Robert Henry Codrington           | britischer anglikanischer Priester                                                                                     | 91    |       |
| 11. September | Louis Adolphe Coerne              | US-amerikanischer Komponist                                                                                            | 52    |       |
| 11. September | Ludwig Fritze                     | deutscher Indologe und Sanskritist                                                                                     | 88    |       |
| 11. September | Anton Kolm                        | österreichischer Fotograf, Filmregisseur und Filmproduzent                                                             | 56    |       |
| 12. September | Stefano Bardini                   | italienischer Kunsthändler, Maler, Sammler und Mäzen                                                                   | 86    |       |
| 12. September | Carl Friedrich Koepe              | deutscher Pionier der Bergbautechnik                                                                                   | 87    |       |
| 13. September | Karl Gentner                      | deutscher Opernsänger (Tenor)                                                                                          | 46    |       |
| 13. September | Carl Slevogt                      | deutscher Jurist und Politiker (NLP), MdR                                                                              | 77    |       |
| 14. September | George W. Batten                  | US-amerikanischer Geschäftsmann und Politiker                                                                          | 66    |       |
| 14. September | Eugen von Brockhausen der Jüngere | deutscher Landrat, Verbandsdirektor und Politiker (DNVP), MdR                                                          | 65    |       |
| 14. September | Nikolai Fjodorowitsch Sumzow      | russisch-ukrainischer Folklorist, Ethnograph, Literaturwissenschaftler und eine Persönlichkeit des öffentlichen Lebens | 68    |       |
| 15. September | Friedrich Nobbe                   | deutscher Agrikulturchemiker, Botaniker und Saatgutforscher                                                            | 92    |       |
| 15. September | Albert von Otto                   | deutscher Verwaltungsbeamter und Politiker                                                                             | 85    |       |
| 15. September | Fritz Stüber-Gunther              | österreichischer Schriftsteller                                                                                        | 50    |       |
| 16. September | Constance Barnicoat               | neuseeländische Stenografin, Dolmetscherin, Journalistin und Bergsteigerin                                             | 49    |       |
| 17. September | Baruch Placzek                    | tschechischer Rabbiner                                                                                                 | 87    |       |
| 18. September | Philippe Barbier                  | französischer Chemiker                                                                                                 | 74    |       |
| 18. September | Auguste Cavadini                  | französischer Sportschütze                                                                                             | 57    |       |
| 18. September | Cornelis Adrianus Pekelharing     | niederländischer Mediziner                                                                                             | 74    |       |
| 18. September | Franz Schmid                      | österreichischer katholischer Theologe, Kapitularvikar der Diözese Brixen                                              | 77    |       |
| 18. September | Horatio Robinson Storer           | US-amerikanischer Arzt, Abtreibungsgegner und Numismatiker                                                             | 92    |       |
| 18. September | Friedrich Trost der Ältere        | deutscher Maler, Illustrator und Kunsterzieher                                                                         | 78    |       |
| 19. September | Ion Scărlătescu                   | rumänischer Pianist, Komponist, Musikpädagoge und Schriftsteller                                                       | 50    |       |
| 20. September | Katharina Migerka                 | österreichische Schriftstellerin und Soziologin                                                                        | 77    |       |
| 21. September | Charles Cary Rumsey               | US-amerikanischer Bildhauer                                                                                            | 43    |       |
| 21. September | Frederick Thomas Trouton          | irischer Physiker | 58    |       |
| 22. September | Heinrich Ballmann                 | österreichischer Jurist, Komponist und Musikaliensammler                                                               | 65    |       |
| 22. September | Paul Beckert                      | deutscher Porträt- und Kirchenmaler                                                                                    | 65    |       |
| 22. September | Évariste Carpentier               | belgischer Maler des Post-Impressionismus                                                                              | 76    |       |
| 22. September | Viktor Ferdinand von Kranold      | deutscher Verwaltungsjurist im preußischen Eisenbahnwesen, Präsident der Königlichen Eisenbahndirektion Berlin         | 84    |       |
| 22. September | Charles Santley                   | englischer Opern- und Oratoriensänger (Bariton)                                                                        | 88    |       |
| 23. September | W. Chrystie Miller                | US-amerikanischer Schauspieler der Stummfilmzeit                                                                       | 79    |       |
| 23. September | Lew Alexandrowitsch Tschugajew    | russischer Chemiker | 48    |       |
| 25. September | Julius Walter Hammer              | deutscher Maler und Grafiker                                                                                           | 49    |       |
| 25. September | Johannes Petrus Kuenen            | niederländischer Physiker                                                                                              | 55    |       |
| 25. September | Tōkai Sanshi                      | japanischer Schriftsteller                                                                                             | 69    |       |
| 26. September | David Jakowlewitsch Aizman        | russisch-jüdischer Schriftsteller                                                                                      | 53    |       |
| 26. September | Charles Robert Connell            | US-amerikanischer Politiker                                                                                            | 58    |       |
| 26. September | Rudolf Crisolli                   | deutscher Jurist und Geheimer Oberkonsistorialrat                                                                      | 68    |       |
| 26. September | Paul de Favereau                  | belgischer Politiker, langjähriger Außenminister und Senatspräsident                                                   | 66    |       |
| 26. September | Ernst von Hoeppner                | preußischer General der Kavallerie sowie Kommandierender General der Fliegertruppe im Ersten Weltkrieg                 | 62    |       |
| 26. September | Charles Spencer, 6. Earl Spencer  | englischer Peer und Politiker                                                                                          | 64    |       |
| 26. September | Thomas E. Watson                  | US-amerikanischer Politiker (Populist Party, später: Demokratische Partei)                                             | 66    |       |
| 27. September | István Apáthy                     | ungarischer Mediziner, Biologe, Zoologe und Politiker                                                                  | 59    |       |
| 27. September | Alfred de Claparède               | Schweizer Diplomat | 80    |       |
| 27. September | Martin Emerich                    | US-amerikanischer Politiker                                                                                            | 76    |       |
| 27. September | Philippe Godet                    | Schweizer Schriftsteller                                                                                               | 72    |       |
| 27. September | Ernst Kaltofen                    | deutscher Holzschnitzer und Bildhauer                                                                                  | 80    |       |
| 27. September | John W. Maddox                    | US-amerikanischer Politiker                                                                                            | 74    |       |
| 28. September | Hermann Schelenz                  | deutscher Apotheker, Industrieller und Pharmaziehistoriker                                                             | 74    |       |
| 28. September | William J. Seymour                | US-amerikanischer Prediger, Leiter des Azusa Street Revival, Wegbereiter der Pfingstbewegung                           | 52    |       |
| 29. September | Anton Josef Beck                  | deutscher Beamter und Politiker, MdR                                                                                   | 65    |       |
| 29. September | Max Dennert                       | deutscher Bildhauer | 61    |       |
| 29. September | Antonio Favaro                    | italienischer Wissenschaftshistoriker                                                                                  | 75    |       |
| 29. September | Gustav Fels                       | deutscher Verwaltungsjurist, Bürgermeister von Lehe                                                                    | 80    |       |
| 29. September | Wilhelm Olbers Focke              | deutscher Arzt und Botaniker                                                                                           | 88    |       |
| 30. September | Theodor Bail                      | deutscher Lehrer, Botaniker und Mykologe                                                                               | 89    |       |
| 30. September | Paul Barth                        | deutscher Philosoph und Pädagoge                                                                                       | 64    |       |
| 30. September | Julius Gans-Ludassy               | österreichischer Schriftsteller                                                                                        | 64    |       |
| 30. September | Samuel Mendelsohn                 | US-amerikanischer Rabbiner litauischer Herkunft                                                                        | 72    |       |